# Шумливе плавання
«Шумливе плавання» — радянський музичний мальований мультиплікаційний фільм 1937 року.

## Сюжет
Веселе жабяня, танцюрист і музикант поспішає на свій концерт. Але гастролі відомого віртуозу опиняються під загрозою зриву. На великий корабель він запізнився, і жабеня опинилося на маленькому пароплаві з гучним ім'ям «Гігант». Але і тут на нього чекали великі неприємності. Непосидючий пасажир дуже дратує злого боцмана. І жабеня опиняється за бортом… А в цей час маленький пароплав попадає в страшний шторм.

## Творці
| сценарій                  | Микола Адуєв                                                                         |
| режисер                   | Володимир Сутєєв                                                                     |
| співрежисер               | Леонід Амальрік                                                                      |
| художник-постановник      | Леонід Амальрік                                                                      |
| художники-мультиплікатори | Надія Привалова, Ламіс Бредіс, Ст. Купер, Фаїна Єпіфанова, Олександра Сніжко-Блоцька |
| помічник                  | Володимир Полковников                                                                |
| композитор                | Олександр Цфасман, Олексій Соколов-Камін (епізод аварії корабля)                     |
| оператор                  | Д. Каретний                                                                          |
| зйомка                    | До. Крилова                                                                          |
| звукооператор             | З. Ренський                                                                          |

## Про мультфільм
Перші роки існування студії «Союзмультфільм» (1936-38) були віддані освоєнню целулоїдної технології (так званого «діснеївського конвеєра»), необхідної для масового виробництва мальованих картин. Попри запозичену, неоригінальну стилістику більшості картин, вже в цей час стали з'являтися роботи, вдалі з художнього погляду (насамперед — фільми В. Г. Сутєєва, такі, як «Шумне плавання» або «Чому у носорога шкура у складках?»).— Георгій Бородін
Серед робіт 1930-х, що стали класикою, — картина режисера Володимира Сутєєва і художника і співрежисера Леоніда Амальрика «Шумне плавання» (1937), натхненна популярною музикою Олександра Цфасмана (другий композитор фільму Олексій Соколов-Камін) та сценарієм Микола. При очевидності впливу Діснея стрічка має оригінальність і відрізняється самобутніми характерами. Незабутній солідний капітан корабля Бобер, який реагує на всі життєві ситуації двома словами: «Прекрасно!» або «Дарма!». Солістом картини є елегантне довгоноге жабеня — композитор і музикант, що грає на всіх інструментах. Музика рятує горе-мореплавців; матроси-мишки будують новий корабель замість затонулого і створюють джазовий ансамбль, який нагадує колективи Олександра Цфасмана або Леоніда Утьосова.— Лариса Малюкова «СВЕРХкіно» с. 274

## Відео
У 1990-х роках мультфільм випускався на відеокасетах різними відеостудіями.